# Slătioara (okręg Aluta)
Slătioara – wieś w Rumunii, w okręgu Aluta, w gminie Slătioara. W 2011 roku liczyła 2192 mieszkańców.